# Poa kuborensis
Poa kuborensis är en gräsart som beskrevs av Jan Frederik Veldkamp. Poa kuborensis ingår i släktet gröen, och familjen gräs. Inga underarter finns listade i Catalogue of Life.